# Stenalcidia warreni
Stenalcidia warreni är en fjärilsart som beskrevs av Paul Dognin 1911. Stenalcidia warreni ingår i släktet Stenalcidia och familjen mätare. Inga underarter finns listade i Catalogue of Life.